# توم ثورنتون
توم ثورنتون (بالإنجليزية: Tom Thornton)‏ (1885 ببرمنغهام في المملكة المتحدة - 1951 ببرمنغهام في المملكة المتحدة) هو لاعب كرة قدم بريطاني (وحمل سابقاً جنسية المملكة المتحدة لبريطانيا العظمى وأيرلندا) في مركز الدفاع. لعب مع ستوك سيتي ونادي كرو ألكساندرا ونيوبورت كونتي.